# Вінгерінг
Вінгерінг (нім. Winhöring) — громада в Німеччині, розташована в землі Баварія. Підпорядковується адміністративному округу Верхня Баварія. Входить до складу району Альтеттінг.
Площа — 24,58 км2. Населення становить 4737 ос. (станом на 31 грудня 2020).

## Міста-побратими
- Пернегг-ан-дер-Мур, Австрія